# Kamienica Fuggerów
Kamienica Fuggerów – zabytkowa kamienica znajdująca się przy Rynku w Złotym Stoku wybudowana przez rodzinę Fuggerów.
Wpisany do rejestru zabytków; dom, Rynek 20, XVII, 1 poł. XVIII, 1960, nr rej.: A/5207/1089/WŁ z 13.04.1985.

## Architektura
Kamienica wybudowana z renesansowym układem w stylu barokowym. Na tyłach budynku znajduje się dziedziniec otoczony murem oraz powozownia z portalem. 

## Historia
Barokowy budynek wybudowany ok. 1520 roku przez rodzinę Fuggerów. Wraz z dwoma przylegającymi budynkami była miejscem mieszkalnym i administracyjnym właścicieli kopalni złota. Po pożarze w 1638 r. kamienica została odnowiona. W latach 1749–1945 w kamienicy znajdowała się szkoła ewangelicka. 